# Magdalena Tarasiuk
Magdalena Tarasiuk (ur. 9 kwietnia 1959, zm. 29 grudnia 2020) – polska pisarka.

## Życiorys
Całe życie marzyła o pisaniu, jednak pierwszą książkę wydała dopiero po 50. Całe życie pracowała w handlu.
W 2011 roku została wydana jej pierwsza książka – zbiór opowiadań pt. „Tara”. W 2013 roku otrzymała główną nagrodę w za powieść „I nie mów do mnie Dżordżyk”, która została wydana w roku 2014.
Przez kilka lat współpracowała z pomorskim magazynem literacko-artystycznym „Latarnia Morska”.
Zmarła 29 grudnia 2020 roku z powodu komplikacji po covid-19.
Po jej śmierci założono zbiórkę na wydanie książki „Nie wszystko”, która osiągnęła sukces: na portalu Zrzutka zebrano 155% planowanej kwoty.
Pochowana na cmentarzu Bródnowskim w Warszawie (kwatera 41K-3-6).

## Książki
- Tara, 2011
- I nie mów do mnie Dżordżyk, 2014
- Nie wszystko (pośmiertnie)

## Nagrody
- 2013: Nagroda w  Konkursie Literackim Miasta Gdańska im. Bolesława Faca dla książki I nie mów do mnie Dżordżyk[3]